# Эффект бумеранга
«Эффект бумеранга» (от англ. boomerang — метательное оружие, возвращающееся к владельцу) — эффект массовой коммуникации, противоположный эффекту ореола, который наблюдается главным образом в психологии пропаганды и характеризуется отторжением аудиторией суггестивного влияния СМИ. Эффект бумеранга может иметь и обратный результат, когда отрицательная оценка событий или критика известных личностей, напротив, формирует у аудитории положительное мнение.

## Суть «эффекта бумеранга»
Название данного эффекта коммуникации объясняется тем, что бумеранг, который изначально представлял собой оружие австралийских охотников-аборигенов, при его грамотном использовании всегда возвращался в руки. Однако неправильно запущенный бумеранг мог произвести противоположный эффект: убить самого охотника. Так и в СМИ: неудачно организованная кампания в средствах массовой коммуникации вызывают у людей пресыщение пропагандистской информацией и ее отторжение.
О том, какие механизмы порождают в процессе массовой коммуникации отказ аудитории от своих прежних взглядов, написал в 1947 г. американский исследователь Дэниэл Кац (Daniel Katz) в статье «Psychological Barrieres to Communication» ещё до того, как появился сам термин «эффект бумеранга». Он предупреждал, что избыточность информации вызывает действие защитных социально-психологических механизмов — так называемых «барьеров перед коммуникацией». Наиболее подвержены этому люди, у которых нет своих прочных, устойчивых воззрений.
В 1972 г. исследованием «эффекта бумеранга» впервые занялся русский психолог Ю. А. Шерковин. Он обратил внимание на то, что ввиду разнородности аудитории результаты работы СМИ не всегда совпадают с поставленными целями. Помимо искомого результата — явных функций, деятельность средств массовой коммуникации может давать неожиданные позитивные или негативные эффекты — скрытые функции. Профессор приводит в пример масштабную кампанию в СМИ по поводу профилактики гриппа в период эпидемии. Распространение данной новости может дать как непредвиденный положительный результат (улучшение деятельности работников здравоохранения), так и нежелательный функциональный эффект (часть аудитории будет чрезмерно бояться заболеть и сократит свою активность). Шерковин такое негативное воздействие называет эффектом бумеранга — дисфункциональным эффектом, то есть противоречащим искомым целям.
Эффективность информационных процессов зависит от того, насколько удовлетворяются интересы аудитории и разумно ли дозируется информация. Как правило, «эффект бумеранга» возникает, если отсутствует доверие к источнику информации или он вызывает неприязнь у аудитории; если передаваемые сообщения на протяжении большого отрезка времени не отличаются многообразием.
Выполняя задачу в кратчайшие сроки сменить у аудитории одни установки другими, СМИ могут столкнуться с резким неприятием массой. Кроме того, «эффект бумеранга» наблюдается при отсутствии последовательной аргументации со стороны источника информации.
Однако необходимо учитывать то, что ввиду различных социально-психологических характеристик аудитории почти любая передача информации может повлечь за собой не только функциональный, но и дисфункциональный эффект. Задачей коммуникатора является прогнозирование вероятных дисфункции и сведение их к минимуму.
Путем актуализации массовых информационных процессов возможно избежание «эффекта бумеранга». Это означает, что коммуникатор должен отбирать такие сообщения, которые позволяли бы аудитории чувствовать себя включенной в процессы не только в мире, но и в ближайшем окружении. Шерковин утверждает, что информация также должна содержать в себе тенденции общественного развития. По Шерковину, для эффективного воздействия на аудиторию при передаче того или иного сообщения стоит сделать указание на то, что предлагаемую позицию разделяют большинство в обществе или же личности, пользующиеся уважением у данной группы людей. Психологическое объяснение этому является тот факт, что человек чувствуют себя увереннее, когда он знает о поддержке со стороны других.

## Побочное действие «эффекта бумеранга»
Вместе с тем эффект бумеранга в ряде случае несет собой и побочное действие. Существует множество примеров, когда чрезмерная эмоциональность, обилие подробностей, эффектная форма подачи материалов о совершенных преступлениях и правонарушениях подталкивали людей к тому, чтобы также преступить закон.
Кроме того, многие подростки совершают суицид по примеру других молодых людей, поступок которых активно освещают СМИ.

## Примеры «эффекта бумеранга»
Во время избирательной гонки политики прибегают к активному использованию средств массовых коммуникаций для оказания влияния на избирателей. Однако нижеследующие примеры свидетельствуют о том, что данные процессы в СМИ вызывают «эффект бумеранга». Критика оппонента в целях улучшения своих позиций приводит к обратному результату: в итоге конкурент вызывает симпатию у аудитории.
•	Массовая критика Б.Ельцина в СМИ в конце 80-х и вопреки этому победа в 1991 г. на президентских выборов (набрал 57 % голосов)
•	Насмешки в СМИ над В. Жириновским, партия которого на выборах в Государственную Думу в 1993 г. заняла первое место.
•	Телевизионная травля КПРФ и, — победа партии в 1995 г. на выборах в Госдуму.
•	Травля в СМИ Ю. Лужкова осенью 1999 г. только укрепила его позиции, на выборах мэра Москвы он набрал 69,2 %

## Родственные теории
Практически одновременно вместе с «эффектом бумеранга» появились родственная с ней теория восприятия Стюарта Холла, согласно которой в ходе коммуникативного процесса у аудитории может быть сформировано противоположное мнение или отличное от заложенного. Холл проанализировал процесс, в котором СМИ кодируют сообщение на стадии производства, опираясь на доминирующую идеологию общества, а аудитория декодирует информацию или интерпретирует ее по-своему.
В концепции общество риска У.Бек предлагает идею о том, что СМИ являются «производителем неопределенности» и сами создают опасные тенденции. По мнению Бека, «риск — неотъемлемая принадлежность прогресса, возникающая в процессе научно-технической деятельности», который сопровождается «эффектом бумеранга». в результате информационного обмена раскрывается противоречивый потенциал технологического развития, в данном случае распространения новых СМИ.